# Gefechte an der Murglinie
Heckerzug (13. bis 27. April 1848):
Scheideck – Günterstal – Freiburg – Dossenbach
Struve-Putsch (21. bis 25. September 1848):    
Staufen
Badischer Militäraufstand (9. Mai bis 23. Juli 1849):
Heppenheim – Weinheim – Wald-Michelbach – Ludwigshafen – Käfertal – Ladenburg I – Hirschhorn – Waghäusel – Ladenburg II – Sinsheim – Ubstadt – Durlach – Murglinie – Gernsbach – Rastatt
Die Gefechte an der Murglinie waren die letzte große und entscheidende militärische Auseinandersetzung im Verlauf der Deutschen Revolution von 1848/49. Vom 28. bis 30. Juni 1849 stellten sich die Reste der badisch-pfälzischen Revolutionsarmee am Unterlauf der Murg einer Übermacht von Interventionstruppen, die von der Frankfurter Provisorischen Zentralgewalt und von Preußen zur Niederschlagung der revolutionären Maiaufstände in der Pfalz und Baden mobilisiert worden waren.
Als Murglinie wurde die Verteidigungsstellung der revolutionären Verbände bezeichnet. Sie verlief entlang der Murg von der Flussmündung bei Steinmauern über Rastatt bis nach Gernsbach und sollte verhindern, dass die in Nordbaden eingedrungenen Interventionstruppen weiter in südliche Landesteile vorstoßen. Im Verlauf einer Serie von Gefechten wurde die Revolutionsarmee an der Murg vernichtend geschlagen.

## Politische und militärische Vorgeschichte

### Mairevolution in Baden und in der Pfalz
Nach einem Militär- und Volksaufstand am 12. Mai 1849 übernahm im Großherzogtum Baden eine provisorische Revolutionsregierung die Amtsgeschäfte. Auch in der zum Königreich Bayern gehörenden benachbarten Rheinpfalz führten Aufstände am 17. Mai zur Bildung einer provisorischen revolutionären Regierung. Erklärtes Ziel der revolutionären Umstürze war es, im Rahmen der Reichsverfassungskampagne die von der Frankfurter Nationalversammlung verabschiedete demokratische und liberale Reichsverfassung gegen die erstarkenden reaktionären Tendenzen der größeren deutschen Fürstentümer durchzusetzen.

### Reaktion und Revolution mobilisieren Streitkräfte
Der aus Baden geflohene Großherzog und der bayerische König ersuchten bei der Provisorischen Zentralgewalt in Frankfurt und beim König von Preußen um militärische Unterstützung zur Niederschlagung der revolutionären Bewegungen. Zu diesem Zweck stellte Preußen zwei Armeekorps zusammen, die unter dem Oberbefehl des Prinzen von Preußen von den Generalleutnants Moritz von Hirschfeld (1. Korps) und Karl von der Groeben (2. Korps) geführt wurden. Ein weiteres Interventionskorps aus Reichstruppen in der Verfügung der Frankfurter Provisorischen Zentralgewalt, das Neckarkorps, stand unter dem Kommando des preußischen Generalleutnants Eduard von Peucker.
Angesichts der gemeinsamen Bedrohung schlossen das revolutionäre Baden und die Pfalz am 18. Mai eine Militärunion. Die vereinigte badisch-pfälzische Revolutionsarmee wurde unter den Oberbefehl des badischen Kriegsministeriums gestellt und sollte die Reichsverfassungskampagne mit militärischen Mitteln über die badischen und pfälzischen Grenzen hinaus tragen. Aus der südwestdeutschen Revolution sollte eine gesamtdeutsche Bewegung gemacht werden.
In Baden wurde aus den bestehenden, regulären Armeeverbänden eine revolutionäre Militärstreitmacht formiert. Die Soldaten ernannten ihre Offiziere und Kommandeure in demokratischen Wahlen selbst. Außerdem wurden in aller Eile sämtliche wehrfähigen Männer vom 18. bis 30. Lebensjahr zum 1. Aufgebot einer revolutionären Volkswehr einberufen. Die in Volkswehrbataillonen zusammengefassten Rekruten waren in der Regel unzureichend ausgerüstet, militärisch unerfahren und konnten in der Kürze der Zeit auch nicht mehr hinreichend für den Kampf ausgebildet werden. Nicht alle Wehrpflichtigen gingen begeistert mit. Es wurde über viele Ausflüchte, Verzögerungen und Desertionen berichtet. Im Gegensatz dazu die zahlreichen Kriegsfreiwilligen, die sich aus ganz Europa meldeten, um in Baden für die Verteidigung der Freiheit und die Verwirklichung der deutschen Republik zu kämpfen. Tausende hatten sich bereits in revolutionären Freischaren organisiert: die Karlsruher und Mannheimer Arbeiterbataillone, die Hanauer und Heilbronner Turner, Tübinger Studenten und Arbeiter, eine weitere Schwäbische Legion, die Deutsch-Schweizerische Flüchtlingslegion, die Deutsch-Polnische, die Deutsch-Ungarische Legion sowie die Freischar aus Besancon, die aus deutschen Emigranten und französischen Demokraten bestand.
Die pfälzischen Revolutionstruppen setzten sich hauptsächlich aus einem guten Dutzend Volkswehrbataillonen und verschiedenen Freischaren zusammen. Hierzu zählten insbesondere die kampfstarken Freiwilligenverbände von Ludwig Blenker und August Willich. Das Oberkommando über die pfälzischen Verbände wurde dem früheren polnischen Kavallerieoffizier Franz Sznayde übertragen.
Die so entstandene badisch-pfälzische Revolutionsarmee umfasste rund 45.000 Mann mit 60 Geschützen und wurde zunächst vom neuen badischen Kriegsminister, Franz Sigel, angeführt.

### Reichsverfassungskampagne
Am 30. Mai begann die revolutionäre Volksarmee unter der Planung und Führung von Sigel eine militärische Offensive mit dem Ziel, die sich unter dem Druck der Gegenrevolution bereits auflösende Deutsche Nationalversammlung in Frankfurt militärisch und politisch zu unterstützen. Mainz und Darmstadt sollten erobert und das Großherzogtum Hessen für die Revolution gewonnen werden. Der revolutionäre Marsch nach Frankfurt scheiterte aber schon bei Heppenheim am Widerstand hessischer Truppen.
Sigel musste seine Offensivpläne aufgeben. Die badische Revolutionsregierung übertrug General Ludwik Mieroslawski den Oberbefehl über die Revolutionsarmee. Angesichts der aufmarschierenden gegnerischen Übermacht verfolgte Mieroslawki nunmehr eine konsequent defensiv ausgerichtete Strategie. Er konzentrierte die Verbände am Neckar bei Mannheim und Heidelberg, um die nördliche Landesgrenze Badens gegen die alliierten Interventionstruppen zu sichern.

### Militärische Niederschlagung der Revolution in der Pfalz und in Nordbaden

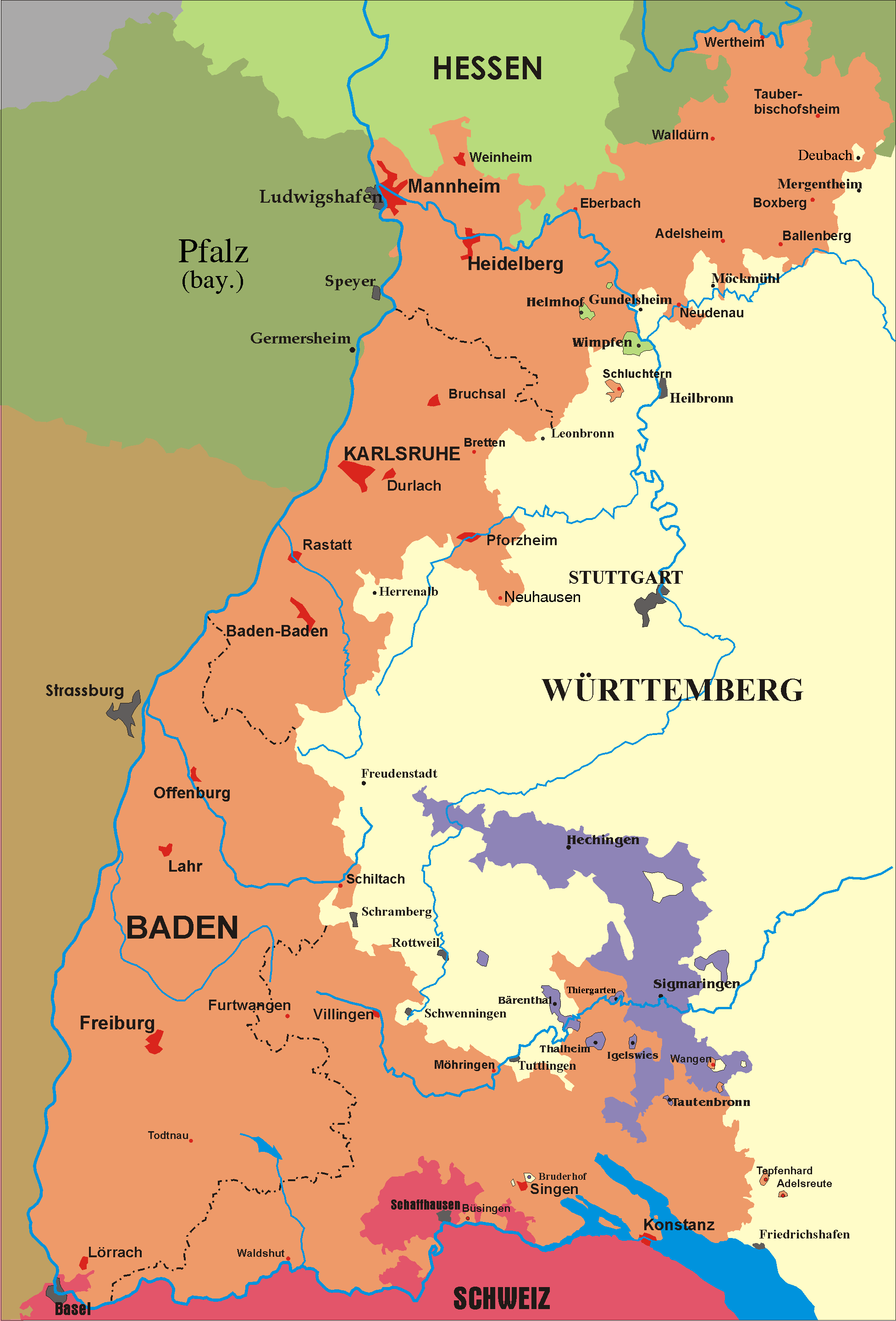
Das Großherzogtum Baden in den Landesgrenzen von 1819 bis 1918.

Das 1. preußische Armeekorps drang am 11. Juni in die Pfalz ein und schlug in kurzen Gefechten bei Kirchheimbolanden, Ludwigshafen und Rinnthal innerhalb einer Woche die Aufstände nieder. Am 18. Juni retteten sich die Reste der pfälzischen Revolutionstruppen nach Karlsruhe, um in Baden den revolutionären Kampf fortzusetzen. Inzwischen griffen das 2. Armeekorps und das Neckarkorps von Norden her die am Neckar in Stellung liegenden Revolutionstruppen an. Vom 13. bis 16. Juni wurde von Mannheim bis Hirschhorn am Neckar erbittert gekämpft. Es gelang den alliierten Interventionstruppen aber nicht, den Neckarübergang zu erzwingen.
Da setzte am 20. Juni das 1. preußische Armeekorps von der Pfalz aus bei Germersheim über den Rhein und bildete einen Brückenkopf in Nordbaden. Am 21. Juni kam es bei Waghäusel zu einem schweren Gefecht, das die preußischen Truppen für sich entscheiden konnten. Preußische Verbände konnten nun ungehindert nach Südosten, Richtung Bruchsal vordringen. Damit drohte die weiter nördlich am Neckar stehende revolutionäre Hauptstreitmacht eingeschlossen zu werden. Mieroslawski musste die Neckarstellung aufgeben und zog in einem vierzigstündigen Gewaltmarsch seine Verbände vom Neckar über Heidelberg, Sinsheim und Bretten nach Süden zurück. Indessen stellten sich einige schnell mobilisierte Einheiten bei Ubstadt und Bruchsal den Preußen, um den Abzug der Hauptarmee zu sichern. Die Landeshauptstadt Karlsruhe musste nach einem Rückzugsgefecht bei Durlach am 25. Juni geräumt werden. Erst weiter südlich bot sich der Flusslauf der Murg mit der stark bewaffneten Festung Rastatt als Auffanglinie an.
Nordbaden wurde innerhalb weniger Tage von den alliierten Interventionstruppen besetzt. Ein weiteres Vordringen der Angreifer in südlichere Landesteile sollte unter allen Umständen verhindert werden.

## Militärtaktische Überlegungen und Maßnahmen bei der Errichtung der Murglinie
Der die engste Stelle Badens querende Unterlauf der Murg und weitere geographische Gegebenheiten der Rheinebene bei Rastatt stellten ideale Voraussetzungen für eine militärische Verteidigung gegen die aus dem Norden anrückenden Interventionstruppen dar. Im Westen bildete der Rhein mit der Grenze nach Frankreich, im Osten die Höhenzüge des Nordschwarzwaldes einen natürlichen Schutz. Auch die Murgdämme sowie der Bahndamm der Bahnlinie Karlsruhe-Rastatt-Offenburg stellten bereits vorhandene Schutzwälle dar, die in das Verteidigungskonzept eingebunden werden konnten.
Den Mittelpunkt der Verteidigungslinie im Rheintal bildete die Festung Rastatt, deren starke Geschützbatterien eine Reichweite bis zum Rhein und zu den Rändern des Schwarzwalds hatten, womit ein großer Teil des Gefechtsfeldes unter Beschuss genommen werden konnte. An einigen strategisch bedeutsamen Stellen, beispielsweise am Federbach vor Rastatt und vor Kuppenheim, wurden in aller Eile Schanzen für die Artillerie errichtet und Schützengraben ausgehoben.
Innerhalb von nur vier Tagen wurde rechts der Murg eine Verteidigungslinie errichtet, die von Steinmauern am Rhein über Ötigheim, Muggensturm, Bischweier und Rotenfels bis nach Gernsbach im Murgtal reichte. Die geringe Ausdehnung von lediglich ca. 22 Kilometern ermöglichte es bei Bedarf, die vorhandenen Truppenkontingente innerhalb weniger Stunden an jeden beliebigen Ort der Abwehrstellung zu verlegen.
Der Regierungschef des benachbarten Königreichs Württemberg, Friedrich Römer, hatte dem im Kriegszustand befindlichen revolutionären Baden Neutralität zugesagt. Dass Interventionstruppen trotz dieser Zusicherung über das gut ausgebaute Wegenetz im württembergischen Albtal die Murglinie umgehen und über Gernsbach, Baden-Baden und Oos der Revolutionsarmee in den Rücken fallen könnten, wurde von Mieroslawski durchaus frühzeitig erkannt. Bei der Aufstellung der Truppenkontingente entlang der Verteidigungslinie trug der General nach Meinung seiner Kommandeure dieser Gefahr aber nicht ausreichend Rechnung. Mieroslawski hielt sich an dem Gedanken fest, mit einem massiven, durch Artillerie unterstützten Gegenangriff in der Rheinebene bei Muggensturm die Linien der Preußen durchbrechen und damit schließlich auch den befürchteten Vormarsch des Gegners über das Albtal aufhalten zu können. Es kam zu heftigen Kontroversen im revolutionären Generalstab. Einige Stabsoffiziere und Kommandanten forderten bei der Revolutionsregierung in Freiburg die Absetzung Mieroslawskis. Ein entsprechender Regierungsbeschluss kam zustande, konnte aber vor Beginn der Kampfhandlungen nicht mehr ausgeführt werden.
Tatsächlich sollte sich schließlich die mangelhafte Sicherung Gernsbachs als entscheidender Schwachpunkt des Verteidigungskonzeptes erweisen.

## Aufstellung der Revolutionstruppen an der Murglinie

### Truppenstärke, Bewaffnung und Kampfmoral der revolutionären Kontingente
Am 26. Juni befahl General Mieroslawki seinen neu formierten Verbänden, Stellung an der Murg zu beziehen. Eine Truppenbesichtigung am Tag zuvor hatte ergeben, dass das Revolutionsheer – durch die bisherigen Gefechte, Auflösungserscheinungen und Desertionen während des fluchtartigen Rückzugs aus Nordbaden bereits auf weniger als die Hälfte dezimiert – auf nur noch 13.000 Mann mit 60 Geschützen zusammengeschmolzen war. Damit stand die geschundene revolutionäre Volksarmee an der Murg einer übermächtigen Streitmacht von 60.000 gut ausgebildeten und mit modernster Kriegstechnik ausgerüsteten Soldaten gegenüber.

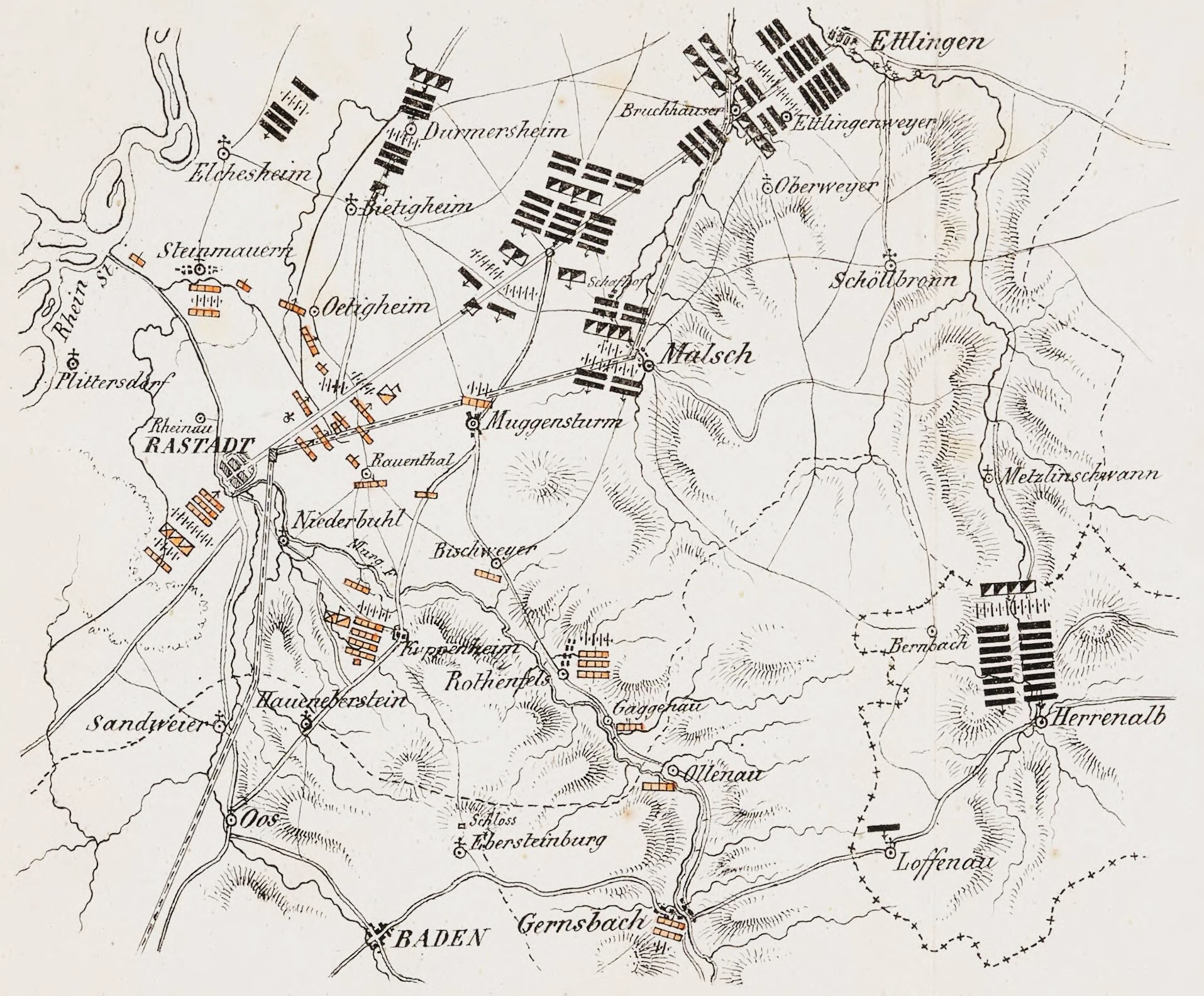
Aufstellung der gegnerischen Truppenkontingente an der Murglinie unmittelbar vor Beginn der Kampfhandlungen am 28. Juni 1849. Schwarz: Alliierte Interventionstruppen. Rot: Einheiten der badisch-pfälzischen Revolutionsarmee. Kartenmaterial aus: Johann Philipp Becker, Christian Esselen: Geschichte der süddeutschen Mai-Revolution des Jahres 1849. Genf, 1849.

Viele Revolutionssoldaten, vor allem in den Reihen der zwangsrekrutierten Volkswehren, aber auch in Teilen der badischen Regimenter, waren nach dem militärischen Debakel in Nordbaden kriegsmüde und desertierten in Scharen. Selbst mit strengen Anordnungen zur Durchsetzung der Wehrpflicht und der Androhung von Strafe gelang es der militärischen Führung nicht mehr, den Auflösungserscheinungen in der demoralisierten Truppe wirksam entgegenzutreten. Mieroslawski forderte die mittlerweile in Freiburg residierende Revolutionsregierung vergeblich dazu auf, zur Stärkung der Kampfmoral seiner Soldaten den Regierungssitz in die Nähe des militärischen Hauptquartiers zu verlegen. Der Generalstabsoffizier Aleksander Zurkowski berichtet, wie er am 26. Juni im Offenburger Bahnhof eine Abteilung der Freiburger Volkswehr auf der Bahnfahrt in ihre Heimatstadt abfing und zurück nach Rastatt bringen ließ. Dort teilte er die Fahnenflüchtigen unter Bewachung zum Strafdienst beim Ausbau der Verteidigungsanlagen ein. Schon am nächsten Tag hätte sich die ganze Abteilung mitsamt ihrer Wachmannschaft wieder aus dem Staub gemacht.

### Generalstab, Kommandeure und Verteidigungsabschnitte an der Murgfront

#### Generalstab

Ludwik Mieroslawski (1814–1878) auf einer Portraitdarstellung aus den frühen 1840er Jahren.

Der Oberbefehlshaber der revolutionären Truppen an der Murgfront, General Ludwik Mieroslawski, war ein erfahrener Truppenführer, der sich schon 1830 im Polnischen Novemberaufstand gegen die russische Herrschaft und in den Revolutionsjahren 1848 und 1849 auf verschiedenen Schlachtfeldern, zuletzt in Italien, bewiesen hatte. Oberst Franz Sigel wurde zum Generalstabschef an der Murglinie ernannt und war damit Stellvertreter und rechte Hand Mieroslawskis. Der radikale Republikaner stammte aus Bruchsal und war zunächst Leutnant in der badischen Armee. Als er anschließend in Heidelberg Jura studieren wollte, begannen die Aufstände und er übernahm eine führende Rolle als Kriegsminister und Truppenführer in den badischen Revolutionsereignissen.
Nach den Kontroversen um die Truppenaufstellung bei Gernsbach standen die beiden Offiziere in einem konfliktreichen Verhältnis zueinander, was sich in der Folge ungünstig auf die Führung der Truppen im Gefecht auswirken sollte. Becker und Esselen berichteten wenig später, dass sich häufig entgegengesetzte Befehle aus dem Generalstab kreuzten und große Verwirrung bei den kämpfenden Verbänden ausgelöst hätten.

#### Johann Philipp Becker bei Rastatt
Johann Philipp Becker hatte sein Hauptquartier vor Rastatt an der Federbachbrücke und übernahm das Kommando über die am linken Flügel der Murglinie liegenden Verbände der Revolutionsarmee mit Einheiten in Steinmauern, Ötigheim und Bietigheim. Nachdem er als Teilnehmer des Hambacher Festes in Deutschland als radikaler Demokrat verfolgt wurde, hatte sich Becker in der Schweiz niedergelassen und dort die deutschen Exilrepublikaner um sich gesammelt. Er vertrat die These, dass nur ein Volk in Waffen sich die ganze Freiheit erringen könne und gründete die „Deutsche Legion aus der Schweiz“ um in Deutschland den militärischen Kampf für eine Republik zu führen. Nach den Maiaufständen in Baden war er für die Organisation der badischen Volkswehren zuständig. Beckers Kommando an der Murgfront unterstanden die Deutsch-Polnische Legion mit einer Vorhut bei Bietigheim, das Mannheimer Arbeiterbataillon an der Straße von Rastatt nach Ettlingen, Teile regulärer badischer Truppen des 2. und 3. Regiments sowie badische Dragoner und Artillerie. Hinzu kamen mehrere Volkswehrbataillone, wie die Freiburger Volkswehr am Niederwald bei Ötigheim, die von Max Dortu angeführt wurde.

#### Ludwik Oborski bei Kuppenheim
Ludwik Oborski erhielt das Kommando über das 4. und 5. Badische Regiment, zwei Schwadronen Kavallerie, sieben Geschütze und drei Volkswehrbataillone, die bei der Kuppenheimer Murgbrücke lagen. Ein Bataillon des 4. Badischen Regiments bildete eine starke Vorhut bei Muggensturm. Der aus Polen stammende Oborski war ausgebildeter Offizier. Er nahm am polnischen Novemberaufstand von 1830 teil und beteiligte wenig später am Frankfurter Wachensturm. Er gehörte zu einer Gruppe von polnischen Offizieren, die Mieroslawki als Kommandeure in der Revolutionsarmee einsetzte. In England kam er später in Verbindung mit Karl Marx und Friedrich Engels und wurde Mitglied der Ersten kommunistischen Internationale.

#### August Mersy bei Rotenfels
Die von August Mersy befehligten Verbände der Revolutionsarmee bestanden aus zwei Bataillonen pfälzischer Volkswehren, der Willichschen Freischar sowie dem 1. und 2. Badischen Regiment mit sechs Geschützen. Sie sollten den Verteidigungsabschnitt von Bischweier bis Gernsbach abdecken. Der aus Karlsruhe stammende Mersy war badischer Offizier und zuletzt Regimentsadjutant im 3. Badischen Infanterieregiment. Nachdem er sich der Revolution angeschlossen hatte, war er kurzfristig stellvertretender Kriegsminister, Kommandeur der Revolutionstruppen bei den Gefechten am Neckar und Stadtkommandant von Mannheim.

#### Ludwig Blenker in Gernsbach
Die aus lediglich zwei schlecht ausgerüsteten pfälzischen Volkswehrbataillonen und zwei Geschützen bestehenden Abteilungen unter der Führung von Ludwig Blenker lagen in Gernsbach vorgeschoben bis an die württembergische Grenze. Der Wormser Weinhändler Blenker wurde mit Ausbruch der Revolution zum Kommandanten der Wormser Bürgerwehr, aus der er eine schlagkräftige revolutionäre Freischar formte. Mit dieser griff er eigenwillig an und ein, wo es ihm notwendig schien, um die Sache der Republik voranzutreiben. Blenker wurde von seiner Ehefrau Elise begleitet. Zeitzeugen beschrieben sie als Amazone zu Pferde, die mit weißer Feder auf dem Hute, Säbel und Pistolen im Gurte, ihrem Mann gefolgt sei. Elise Blenker war maßgeblich an der Plünderung von Schloss Eberstein durch Freischärler beteiligt, dem Gernsbacher Landsitz des Großherzogs von Baden.

## Chronologischer Überblick über die Gefechte an der Murglinie

### Gefechtslage am 28. Juni

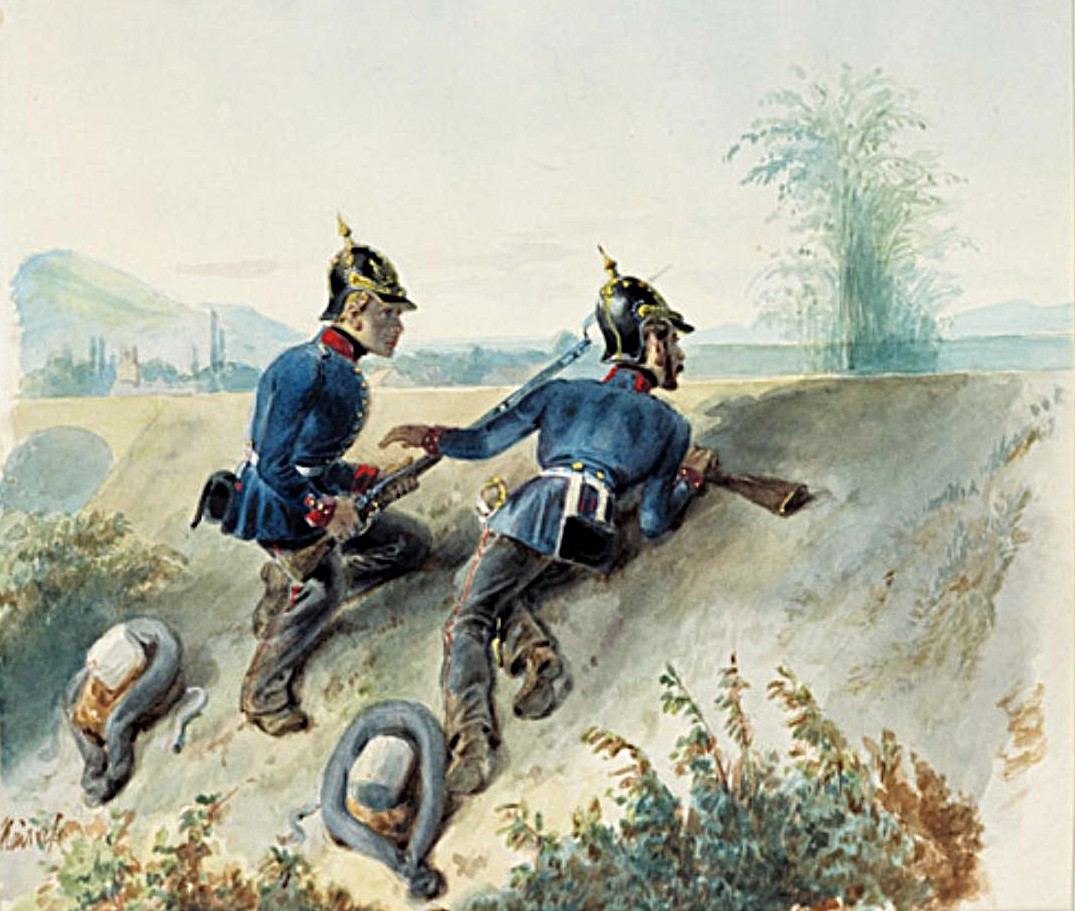
Ein preußischer Vorposten am Eisenbahndamm von Niederbühl.

Das 2. preußische Armeekorps unter General von der Groeben rückte von Mühlburg aus über Durmersheim, das Gros des 1. Korps unter General von Hirschfeld von Ettlingen aus über Malsch und Neumalsch auf die Murglinie vor. Der preußische Operationsplan sah erste leichte Erkundungsvorstöße gegen die rechts der Murg liegenden badischen Stellungen im Rheintal von Steinmauern über Ötigheim bis Muggensturm vor. "Ernste Gefechte" sollten an diesem Tag ausdrücklich noch vermieden werden.
Nach einem kurzen Kampf musste Waldprechtsweier von den Freiheitstruppen aufgegeben werden. Ötigheim wurde von preußischen Truppen zunächst besetzt, konnte aber am Abend durch eine Kompanie der von Georg Böhning geführten Deutschen Flüchtlingslegion zurückerobert werden. Einheiten der 3. Division des 1. preußischen Korps, die über die Schwarzwalddörfer Schöllbronn, Völkersbach und Freiolsheim anrückten, nahmen Michelbach ein. Am Nachmittag eroberte das Willichsche Freikorps mit wenig Aufwand die im Tal liegende Ortschaft zurück und lieferte sich mit den Preußen von Berghang zu Berghang Scharmützel.
Im Tagesverlauf hatte sich das von General von Peucker geführte Neckarkorps von Ettlingen aus über das Albtal auf württembergisches Gebiet begeben und marschierte über Herrenalb und Loffenau auf den schwach gesicherten rechten Flügel der Murglinie bei Gernsbach zu. Die Angriffsplanung der alliierten Interventionstruppen sah vor, dass das Neckarkorps am folgenden Tag über Gernsbach, Baden-Baden und Oos in das Rheintal südlich der Murglinie vordringen sollte. Den Revolutionstruppen sollte damit der Rückzug nach Süden abgeschnitten werden. Außerdem war geplant, dass Einheiten des Neckarkorps die Murgübergänge der preußischen Verbände sichern sollten.

### Gefechtslage am 29. Juni
Im Tagesbefehl des preußischen Oberkommandos wurden die Truppenkontingente des 1. und 2. Korps in der Rheinebene angewiesen, bis zur Murg vorzurücken und die Freiheitstruppen hinter den Fluss zu drängen: „Alles was vom Feinde diesseits der Murg ist, muss hinüber!“.
Preußische Einheiten gingen am Vormittag auf der gesamten Linie von Steinmauern bis Gaggenau-Rotenfels zum Angriff auf die in ihren Abwehrstellungen liegenden Revolutionstruppen über. Es entbrannten schwere Abwehrkämpfe. Ein Hauptschwerpunkt der Gefechte lag an den Verschanzungen des Federbachs vom Niederwald bei Rastatt bis zu der von Muggensturm nach Kuppenheim führenden Straße. Ein zweiter Schwerpunkt lag bei Bischweier, dem benachbarten Oberweier und dem Weiler Winkel.
Am Nachmittag griffen Peuckers Truppen Gernsbach an.

#### Gefecht am Federbach

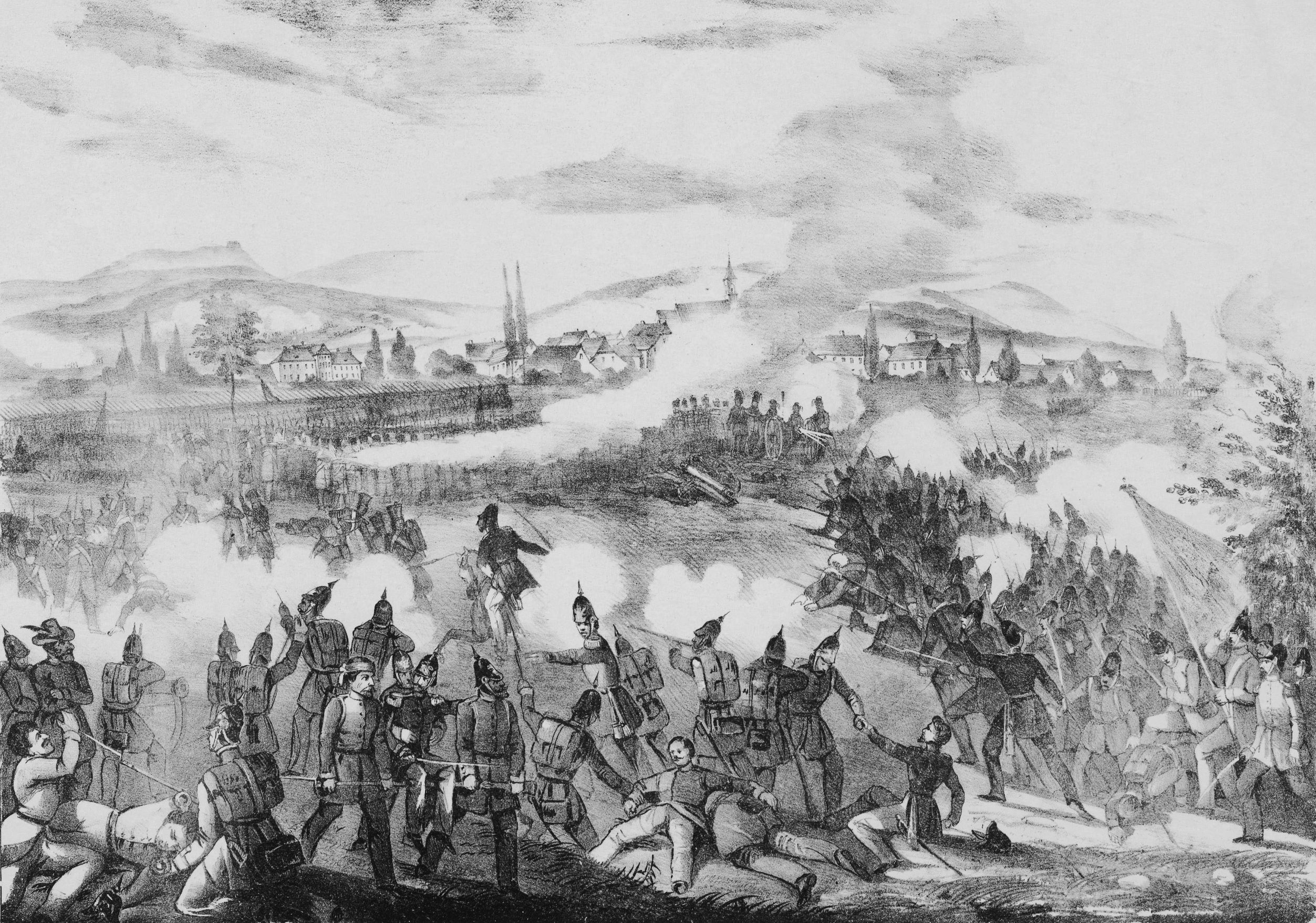
Gefecht vor Kuppenheim am 29. Juni 1849. Wie die Darstellung zeigt, wurden die preußischen, ebenso wie die badischen Militärverbände, traditionell in einer geschlossenen Gefechtsformation, der Lineartaktik, in den Kampf geführt. Die Freischaren und Volkswehren wählten, unter Ausnutzung der Tarn- und Deckungsmöglichkeiten des Geländes, eher modernere und beweglichere Gefechtstaktiken.

Am Federbach vor Rastatt widerstanden die Freiheitstruppen der preußischen Übermacht und gingen unter der Führung von Franz Sigel im Verlauf des späten Nachmittags selbst zum Angriff über.
Das am Vormittag von den Preußen eingenommene Rauental wurde durch die Flüchtlingslegion, die Polnische Legion und zwei Volkswehrbataillone zurückerobert. Auch Ötigheim und Muggensturm waren zunächst in preußische Hände gefallen. Das 3. Badische Linienregiment erstürmte Ötigheim. Die Hanauer Turner und das ehemalige Badische Leibregiment eroberten Muggensturm zurück. Ein starker preußischer Angriff auf Steinmauern wurde abgewehrt und die gegnerischen Truppen bis Bietigheim zurückgedrängt.
Mieroslawski, der von der Festung aus die Abwehrgefechte leitete, interpretierte die Ereignisse des Tages an der Murgfront von Steinmauern bis Kuppenheim als großen Erfolg der Revolutionsarmee. Soweit man von Rastatt aus sehen konnte, hat der Feind die Murg nicht überschreiten können. Wenige tausend Freiheitskämpfer hatten den Großangriff zweier preußischer Armeen abgewehrt! Ohne zu wissen, dass an diesem Tag weiter murgaufwärts bei Gernsbach das Schicksal der Murgfront schon entschieden wurde, glaubte man sich in Rastatt als Sieger und ordnete am Abend an, die Stadt als Zeichen des Triumphes festlich zu illuminieren.
Die schweren Gefechte am Federbach wurden mit besonderer Härte und Unerbittlichkeit geführt. Von den preußischen Truppen wird berichtet, dass sie nur wenige Gefangene gemacht hätten und deshalb die Verluste für die Verbände der Revolutionsarmee besonders hoch waren. Während man den gefallenen preußischen Soldaten später ein Denkmal errichtete, wurden zahlreiche Freiheitskämpfer an Ort und Stelle nur notdürftig verscharrt. Der aus der Erde dringende Verwesungsgeruch habe noch viele Wochen später die Pferde auf der Landstraße scheuen lassen.

#### Gefecht bei Bischweier

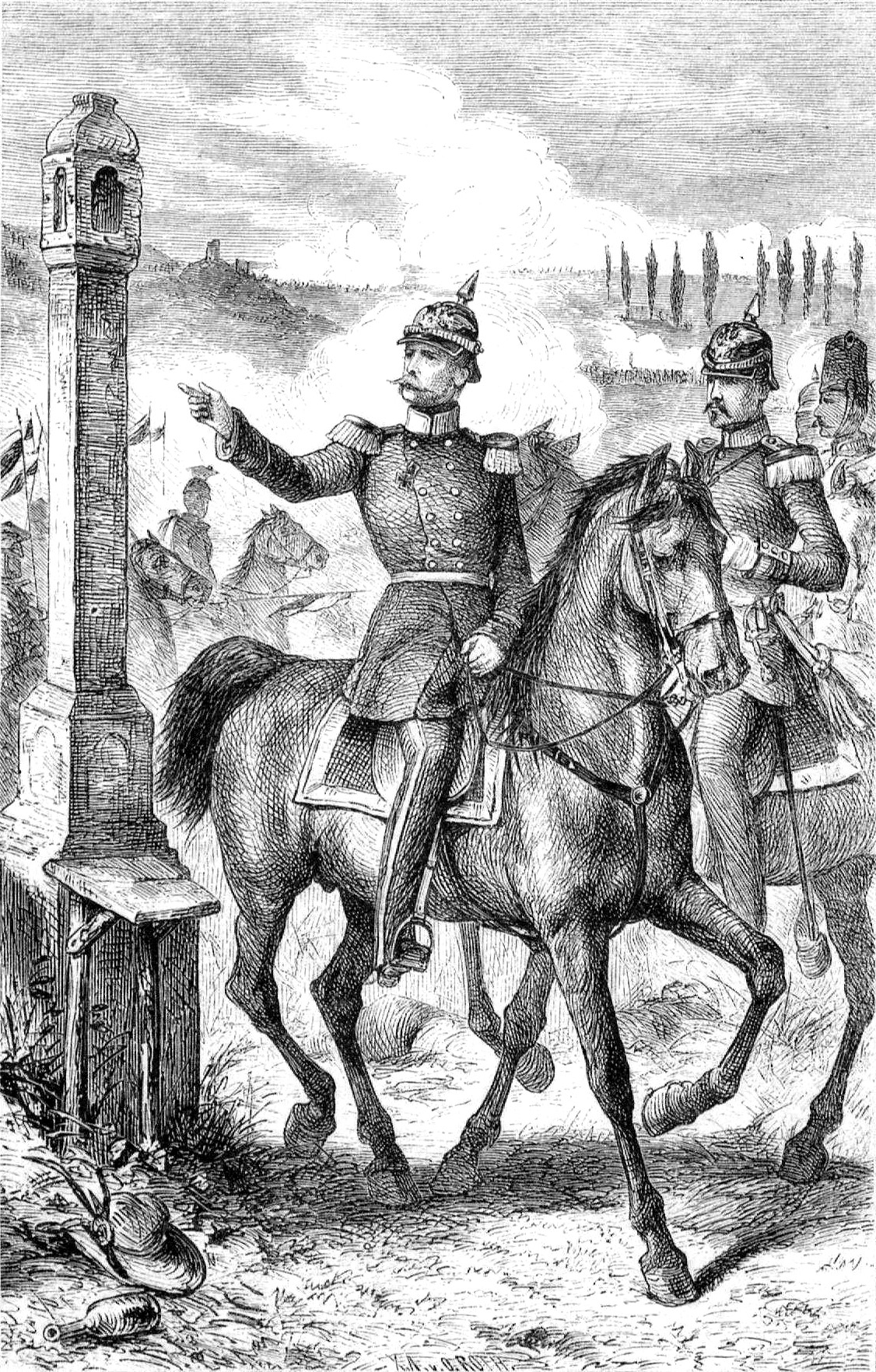
Der Prinz von Preußen am Bildstöckel von Muggensturm, das ihn im Gefecht bei Bischweier vor Verwundung geschützt haben soll.

Bei Bischweier und den umliegenden Ortschaften wogten die Gefechte hin und her. Einheiten der badischen Linieninfanterie, Freischaren aus der Schweiz und Besancon, aber auch die Hanauer Turner klammerten sich an die Dörfer. Teile von Bischweier wechselten im Verlauf des Tages mehrfach den Besitzer. Die dort verbissen kämpfenden Arbeiterbataillone, darunter das Willichsche Freikorps, zahlten einen hohen Blutzoll. Unter den Kombattanten dieses Korps befanden sich prominente Köpfe, wie der Publizist und Sozialrevolutionär Friedrich Engels sowie der Dichter Gottfried Kinkel. Engels war Regimentsadjutant im militärischen Führungsstab von August Willich und veröffentlichte seine Erlebnisse an der Murgfront und anderen revolutionären Kampfschauplätzen wenig später in seiner Schrift "Die deutsche Reichsverfassungskampagne". Kinkel erlitt Verwundungen und geriet in preußische Gefangenschaft. Ein weiterer Vorkämpfer der Arbeiterbewegung und enger Freund von Karl Marx und Friedrich Engels, Joseph Moll, wurde bei den Gefechten um Bischweier getötet. Erst am Abend, nach fast 14 Stunden Kampf, war Bischweier fest in preußischer Hand.
Bei Muggensturm traf ein Artilleriegeschoss der Revolutionstruppen einen Bildstock und verfehlte nur knapp den sich in unmittelbarer Nähe befindlichen Prinz von Preußen. Die Kriegspropaganda deutete dieses Ereignis als Zeichen der Vorsehung. Der preußische Thronfolger ließ den schicksalhaften Bildstock später abmontieren, um ihn am Schloss Babelsberg bei Potsdam aufzustellen.

#### Gefecht um Gernsbach

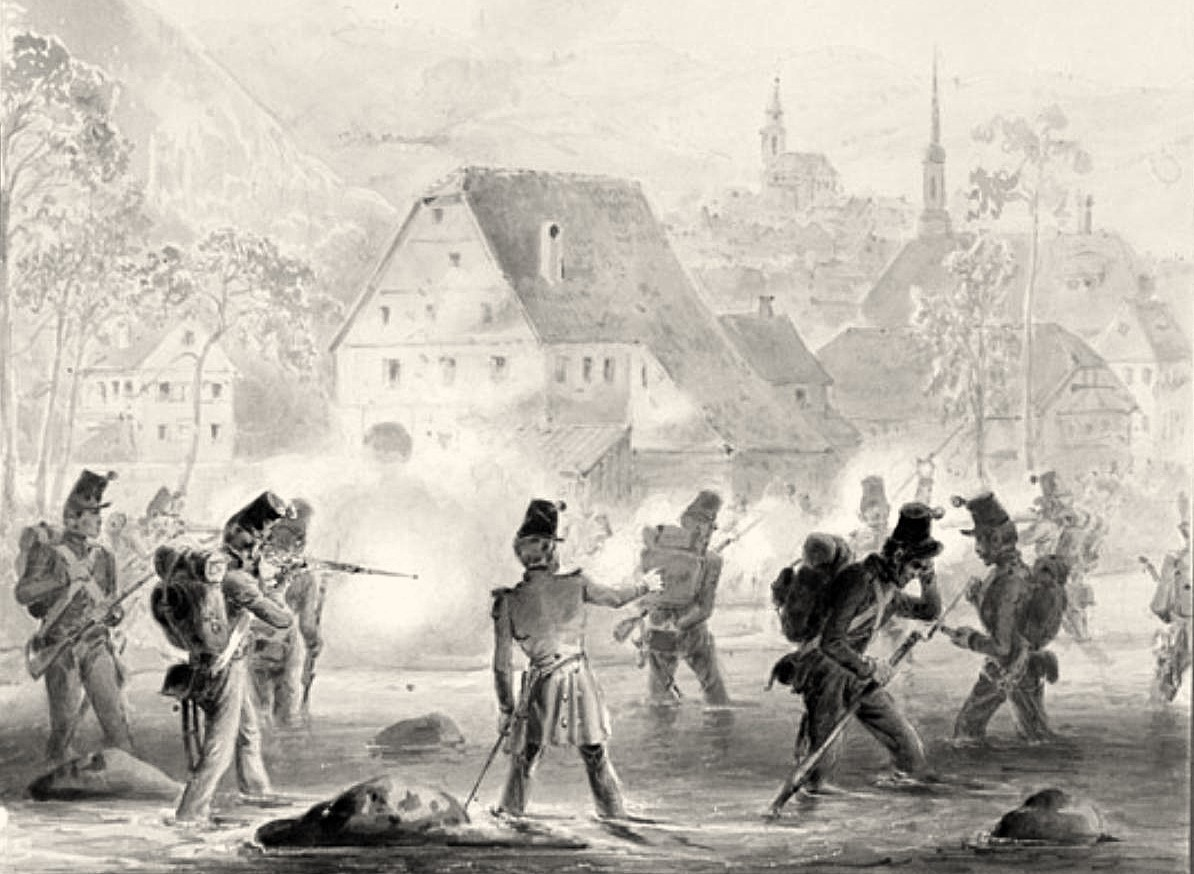
Soldaten der alliierten Interventionstruppen erkämpfen sich im Abwehrfeuer der badischen und pfälzischen Revolutionäre am 29. Juni 1849 bei Gernsbach den Übergang über die Murg.

Peuckers Neckarkorps griff am frühen Nachmittag von Württemberg aus Gernsbach an. Die Angreifer zählten etwa 12.000 Mann Infanterie mit 16 Geschützen und 600 Reitern, während die Stadt vermutlich von nicht mehr als 2.000 Freischärlern und Volkswehrmännern mit höchstens sechs Geschützen verteidigt wurde. Auf dem rechten Murgufer wurde eine ganze Straßenzeile in Brand geschossen. Da das Viertel um die Murgbrücke hartnäckig verteidigt wurde, durchwateten die Interventionstruppen an zwei Stellen nördlich und südlich der Brücke die Murg, drangen in das Stadtgebiet ein und kämpften sich im Häuserkampf zur Innenstadt vor. Nach vier Stunden andauernden, heftigen Gefechten musste Gernsbach am Abend von den Verteidigern aufgeben werden. Die Revolutionäre zogen sich Richtung Oos zurück. Von Staufenberg aus versuchte man noch einen Gegenangriff, der aber rasch abgeschlagen wurde.
Mit der Einnahme von Gernsbach war für das Neckarkorps der Weg frei, um ohne große Hindernisse oder Widerstände über Baden-Baden und Oos in das südlich der Murg und der Festung Rastatt liegende Rheintal vorzudringen.

#### Zusammenbruch des rechten Flügels der Murglinie
Inzwischen ließen hessische Einheiten aus Peuckers Verband Gernsbach links liegen und stießen murgabwärts bis Hörden und Ottenau vor. Ihr Erscheinen löste bei den Revolutionstruppen im Raum Rotenfels kopflose Panik aus. Aus Furcht, von den gegnerischen Truppen im engen Murgtal eingeschlossen zu werden, verließen Mersys Freiheitskämpfer, Linientruppen und Volkswehren, zwischen Ottenau und Oberndorf mit dem Ruf "Wir sind umgangen!" fluchtartig ihre Stellungen und setzten sich ungeordnet ins Gebirge ab. Ihnen folgten Oborskis Verbände, die ebenfalls panikartig ihre Positionen verließen und sich über die Murgbrücken bei Kuppenheim und Niederbühl nach Oos zurückzogen.
Damit war am späten Abend des 29. Juni die von Oborski und Mersy geführte rechte Flanke der Murglinie kampflos zusammengebrochen und das Schicksal der Murgfront entschieden. Die beiden konsternierten Divisionskommandeure versuchten vergeblich, den ungeordneten Rückzug ihrer demoralisierten und kriegsmüden Truppen aufzuhalten. Oborski setzte sich noch in der Nacht ohne weitere Erklärung nach Straßburg ab und war für seinen Generalstab nicht mehr auffindbar. Mersy verlangte seine Entlassung, da er "solche Leute nicht mehr führen wolle" und zog sich nach Offenburg zurück.
Mieroslawski reagierte auf die neue Lage und formierte um Mitternacht die Verteidigungslinie neu. Die noch verfügbaren Verbände sollten im Raum Kuppenheim-Oos konzentriert werden, um ein Einschließen der Festung Rastatt durch die über Baden-Baden und das Murgtal vordringenden Truppen des Neckarkorps zu verhindern.

### Gefechtslage am 30. Juni

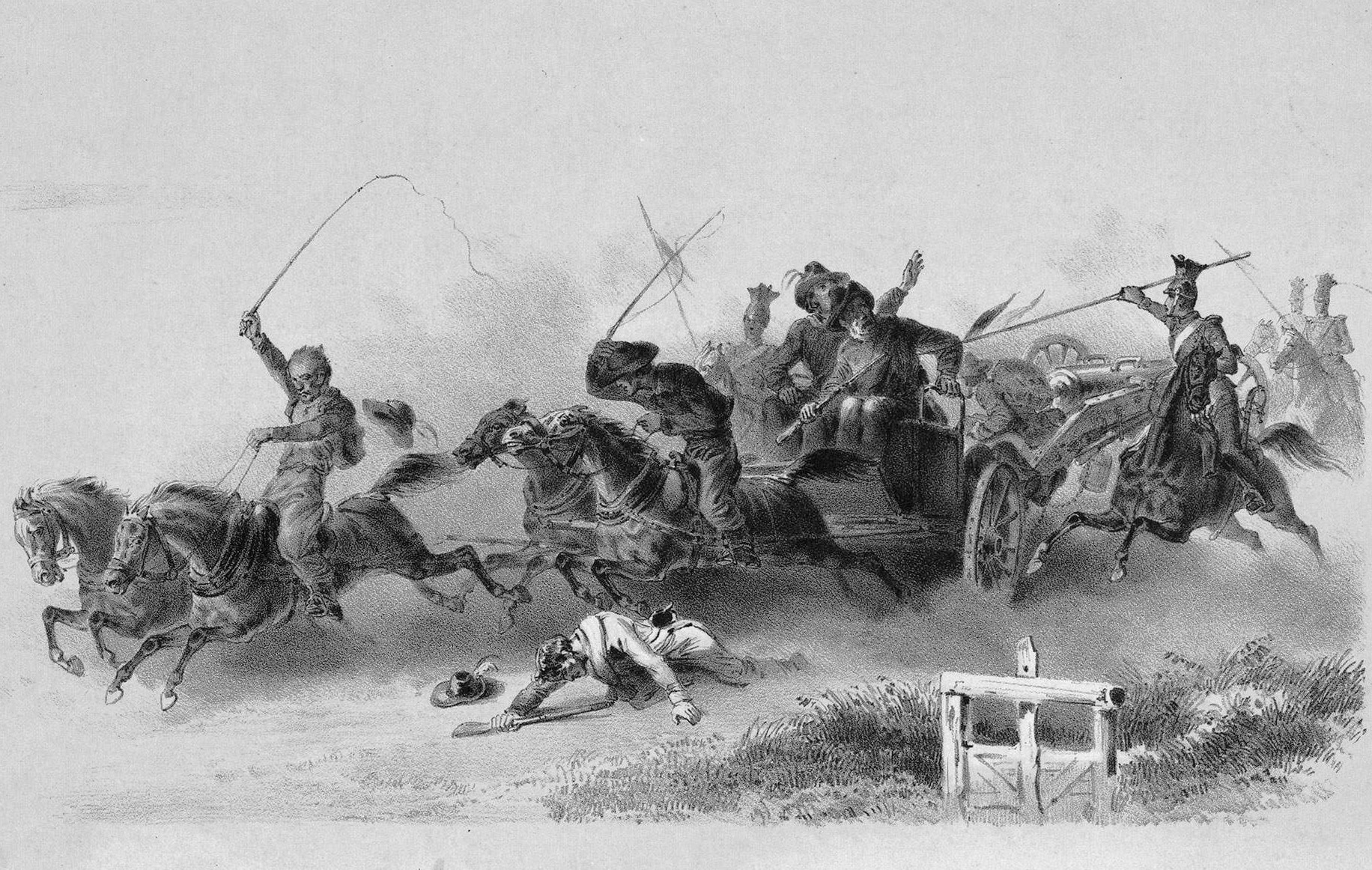
Ein Vierspänner mit aufgeprotztem Geschütz wird von preußischen Ulanen angegriffen.

Für den 30. Juni ordnete der Prinz von Preußen einen Großangriff zwischen Bischweier und Rotenfels an. Einheiten des 1. Korps sollten sich dort den Übergang über die Murg erkämpfen. Gleichzeitig wurden Ablenkungsangriffe bei Steinmauern und an der Niederbühler Eisenbahnbrücke geführt.

#### Murgüberquerung durch das 1. preußische Korps
Zu ihrer großen Verwunderung fanden die preußischen Angriffsspitzen bei Rotenfels verlassene Stellungen vor. In anderen Angriffsabschnitten wurde ihnen nur noch schwache Gegenwehr geleistet, die schnell gebrochen werden konnte. Um 11 Uhr vormittags konnten große preußische Truppenkontingente auf einer Brücke zwischen Rotenfels und Oberndorf die Murg überqueren, ohne dass sie dabei auf Widerstand trafen. Nach kurzem Schusswechsel wurde Oberndorf besetzt, während sich die letzten dort noch verbliebenen Freiheitskämpfer nach Kuppenheim zurückzogen.

#### Gefecht bei Kuppenheim und Zusammenbruch der Abwehrfront

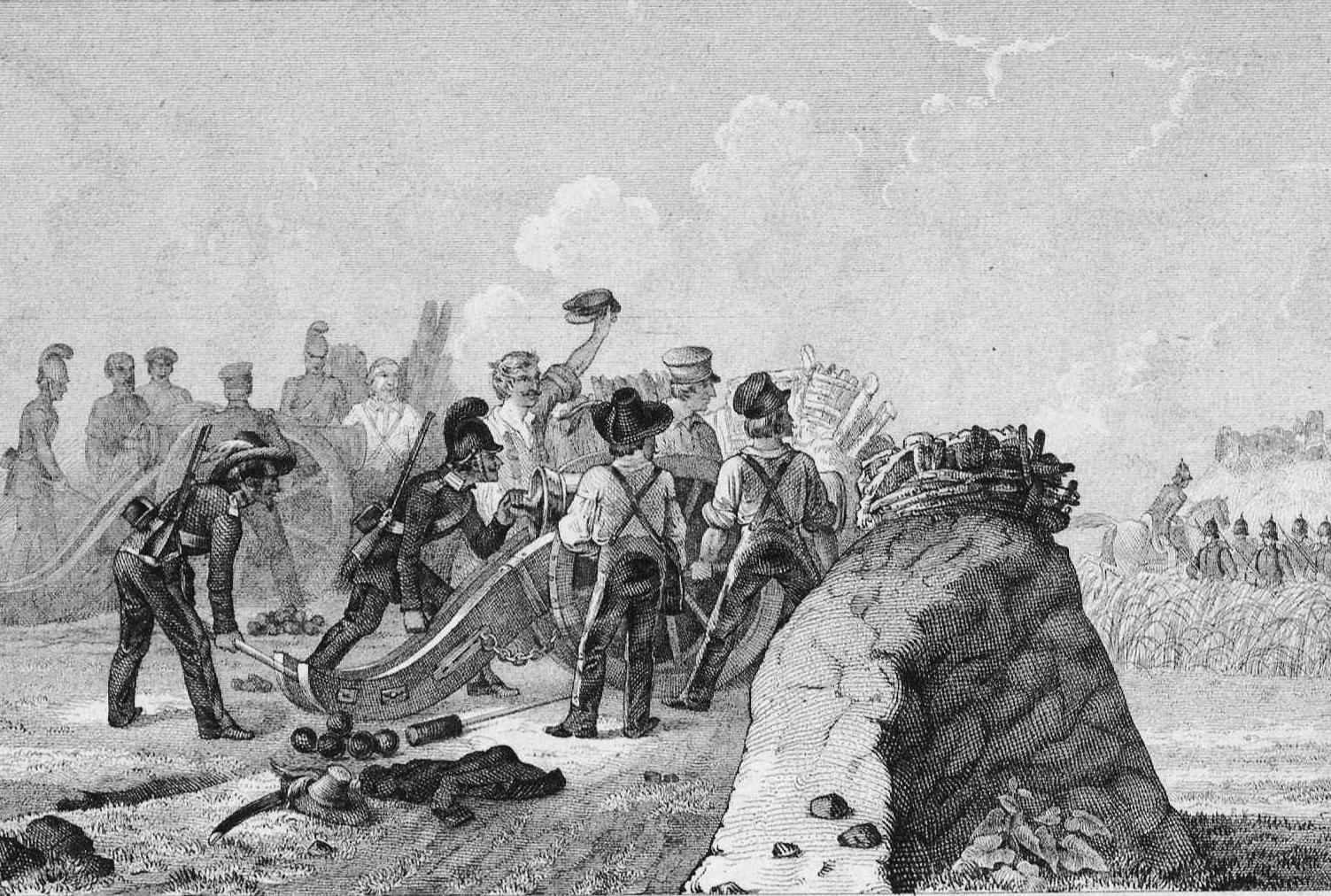
Badische Artilleristen im Kampf an einer Schanze bei Kuppenheim.

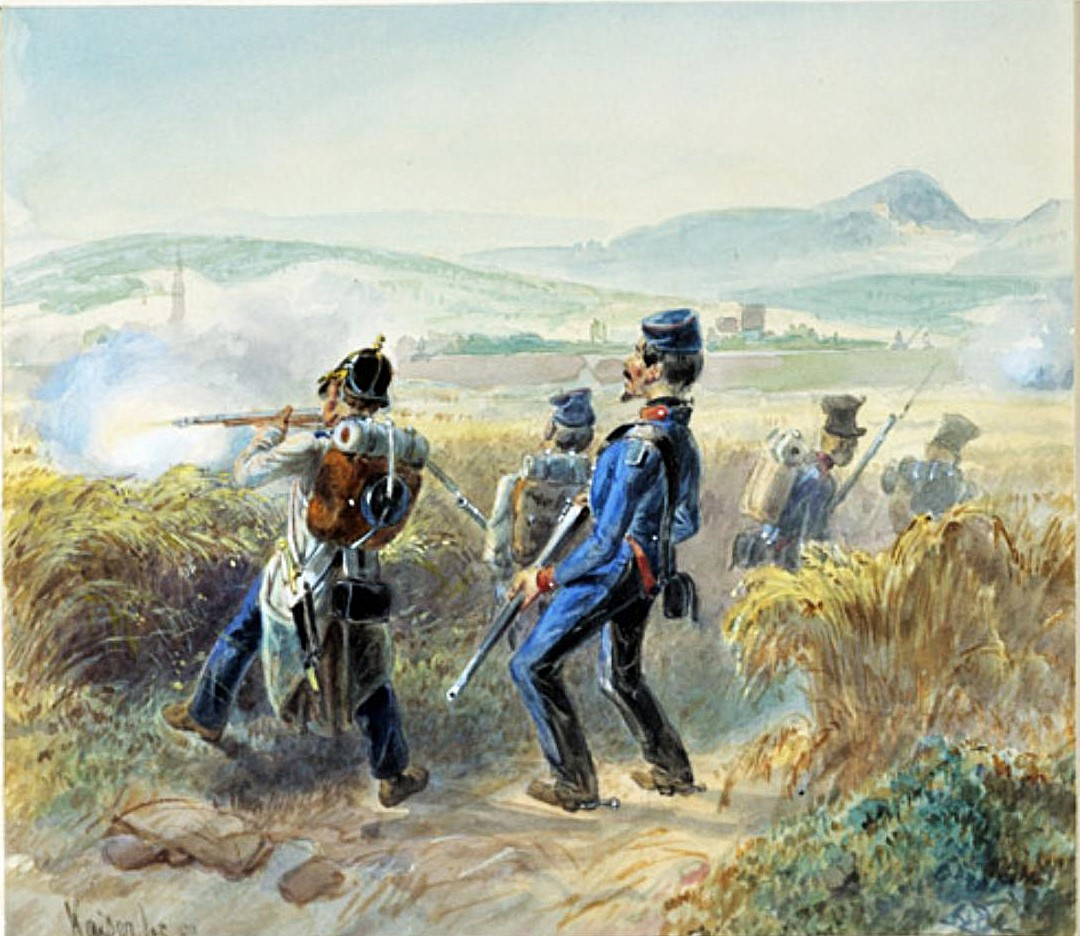
Versprengte badische Soldaten auf dem Rückzug südwestlich von Rastatt.

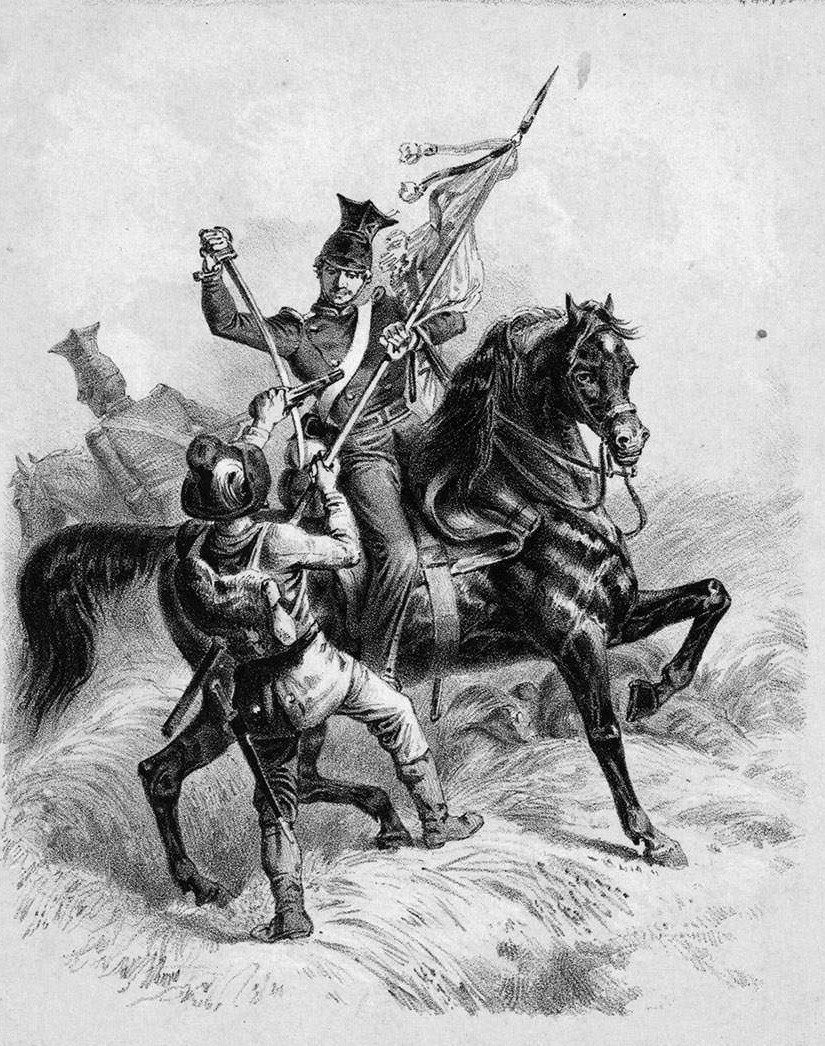
Ein ungleicher Kampf: Der Freischärler versucht, einem Ulan die Lanze zu entreißen.

Das letzte große und bedeutsame Gefecht an der Murglinie fand am späten Vormittag des 30. Juni bei Kuppenheim statt. Unter dem Kommando von Becker leisteten die Linientruppen, Volkswehren sowie die Mannheimer und Karlsruher Arbeiterbataillone in der Ortschaft der preußischen Übermacht erbitterten Widerstand. Beckers Abteilungen verfügten am Kuppenheimer Brückenkopf und am Murgdamm über 16 Geschütze. Es kam zu heftigen Artilleriegefechten. Die Stellung bei Kuppenheim zu halten, war besonders wichtig geworden, denn es galt, dem Rückzug der letzten revolutionären Truppenteile aus ihren Stellungen an der Murg Deckung zu geben. Nachdem Kuppenheim von Oberndorf her seitlich umgangen und von der südlichen Rückseite angegriffen wurde, musste schließlich auch Becker um die späte Mittagszeit seine Stellungen aufgeben und zog seine Verbände westwärts zurück. Durch die jetzt aufgerissene Frontlinie konnten die Interventionstruppen tief in den Raum hinter der Murglinie, über Sandweier und südlich der Festung Rastatt nach Westen, Richtung Iffezheim, vorstoßen.

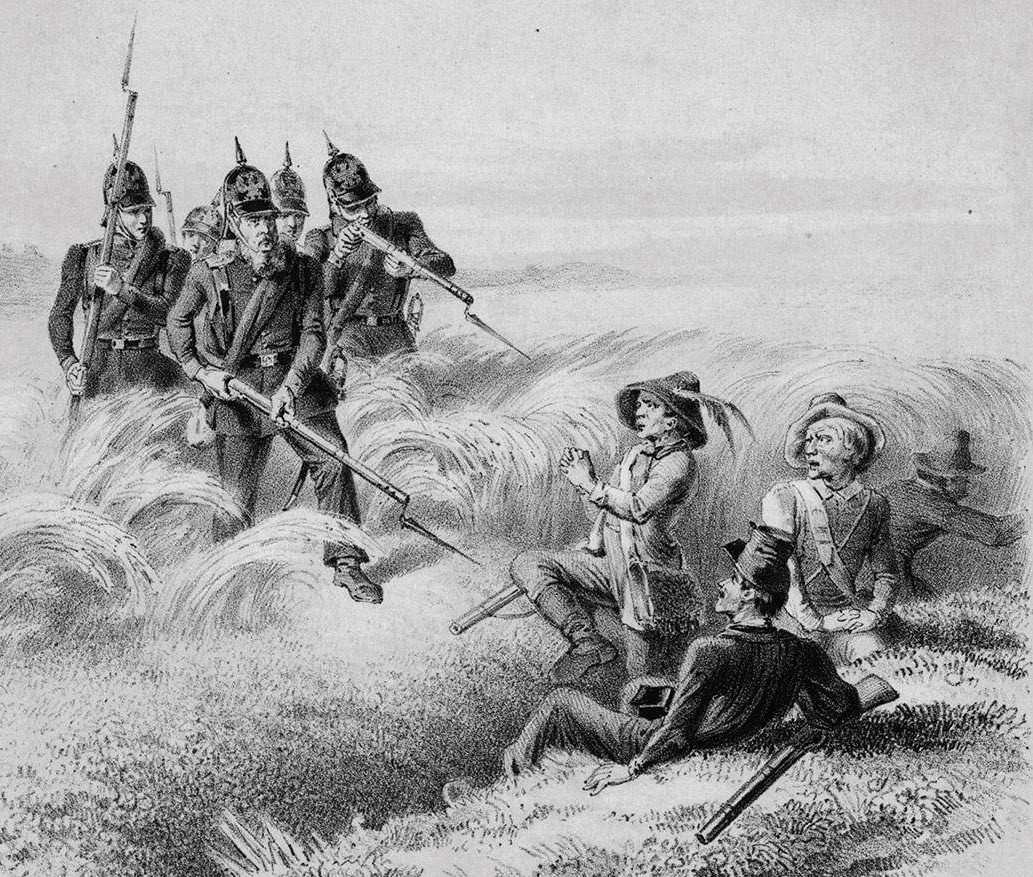
Preußische Soldaten überwältigen erschöpfte badische Freischärler.

#### Gefecht in Oos
Im Verlauf des Vormittags rückten die Truppen des Neckarkorps von Gernsbach über Baden-Baden nach Oos vor. Bei Baden-Scheuern hatten sich mecklenburger Soldaten die für die Freiheitskämpfer typischen Blusen übergezogen und lockten damit den Kommandeur der Schwäbischen Legion und zwölf seiner Kämpfer in einen tödlichen Hinterhalt. In Oos lieferten sich Peuckers Truppen mit der Schwäbischen Legion, dem Karlsruher Arbeiterbataillon und anderen Freischaren Häuserkämpfe. Am Nachmittag zogen sich die Freischaren aus Oos gemeinsam mit Beckers Abteilungen nach Offenburg zurück. Bei einem kleinen Rückzugsgefecht gelang es ihnen zuletzt noch, eine mecklenburgische Haubitze zu erobern.

#### Massaker bei Iffezheim und Zernierung der Festung Rastatt
Gegen Abend war die Murglinie verloren. Die Verbände der Revolutionsarmee lösten sich auf und die Freiheitskämpfer flohen vor der überwältigenden Übermacht der Angreifer. Einzelne Truppenführer versuchten vergeblich, durch hartes Durchgreifen das zunehmende Chaos wieder in den Griff zu bekommen. So wurden am Bahnhof von Oos zwei junge Bauernburschen, die ihr Volkswehrbataillon verlassen hatten und sich auf den Heimweg machen wollten, standrechtlich erschossen. Einige versprengte revolutionäre Truppenteile konnten sich über den Rhein in das Elsass retten. Andere, denen der Weg nach Süden bereits abgeschnitten war, suchten Zuflucht hinter den vermeintlich sicheren Mauern der Festung Rastatt.

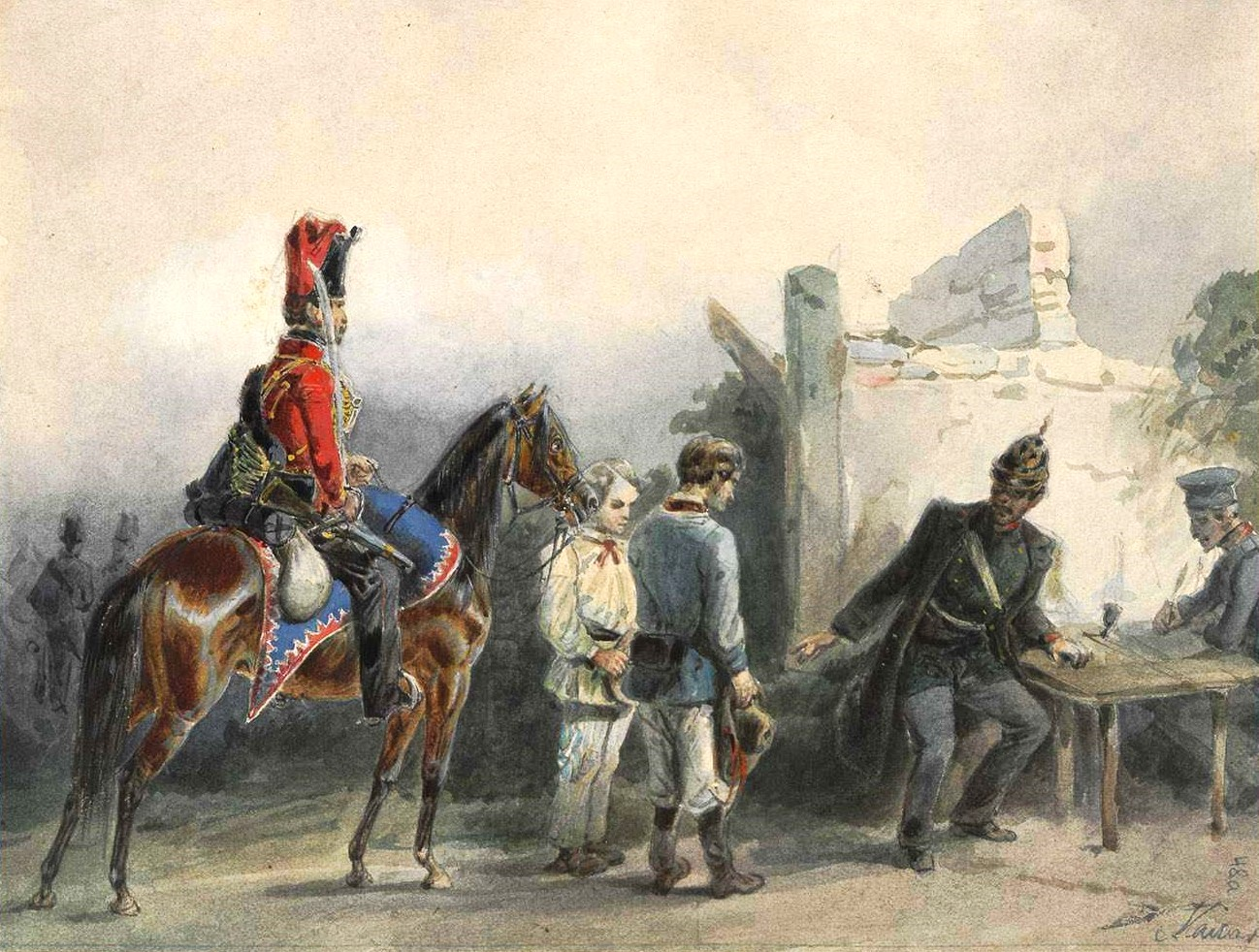
Zwei gefangene Freiheitskämpfer werden einem preußischen Offizier zum Verhör vorgeführt.

Preußische Ulanen, Kürassiere und Husaren verfolgten auf ihren Pferden südlich und südwestlich von Rastatt versprengte Volkswehrabteilungen und fliehende Freischärler, die verzweifelt versuchten, sich in die schützenden Wälder der Rheinebene zu retten. Es kam zu dramatischen Szenen. Der preußische Offizier Daniel Staroste berichtete über die gnadenlose Jagd auf flüchtende Freiheitskämpfer: von Ulanen, die auf freiem Feld niederstachen, "was nicht schnell genug fliehen konnte" und von der Infanterie, die in den Wäldern niederschoss, "was erreichbar war". Es sei nur wenigen gelungen, sich in den Wald bei Hügelsheim zu retten, wo ihnen die Preußen nicht mehr nachfolgten, da die Nacht eingebrochen war. Andernorts wird berichtet, wie bei Iffezheim eine ganze Abteilung der Volkswehr, die sich auf der Flucht bereits ihrer Waffen entledigt hatte, von preußischen Soldaten gestellt und auf der Stelle hingemetzelt wurde.

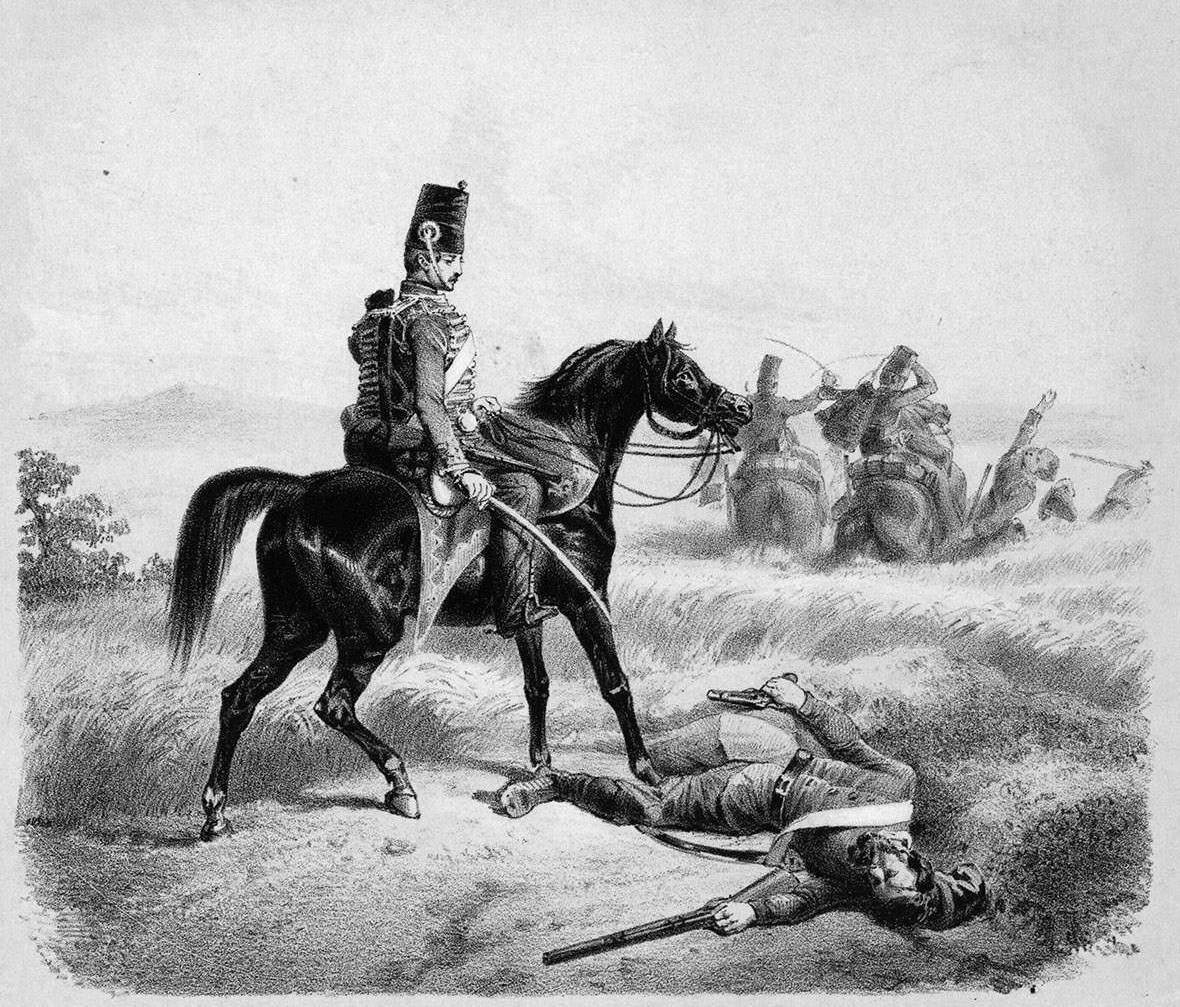
Preußische Husaren kämpfen versprengte Revolutionäre nieder.

Die hier und andernorts vorgefallenen Gewaltexzesse während der Niederschlagung der südwestdeutschen Revolution wurden von der preußischen Seite nicht verheimlicht. In den veröffentlichten Gefechtsberichten offenbart sich das tiefe Unverständnis und die Verachtung des preußischen Militärs für die politische Haltung und die Ziele der aus ihrer Sicht ehrlosen, untreuen und gottlosen Aufständischen. So schrieb Staroste: „Wie tief verachtet und verhasst die Freischärler und ihre Grundsätze den Preußen waren, beweist unter anderem, dass jeder Soldat von seinen Kameraden beneidet wurde, welcher das Glück hatte, einen dieser Rebellen im Gefecht zu töten.“ Und: „Nur den angestrengtesten Bemühungen der Offiziere ist es zuzuschreiben, dass überhaupt Gefangene gemacht wurden!“
Am Abend des 30. Juni war die Festung Rastatt von den preußischen Truppen eingekesselt. Hinter den Festungswällen waren 6.500 Freiheitskämpfer eingeschlossen, der Zahl nach fast die Hälfte der Revolutionsarmee. Darunter befanden sich ein komplettes badisches Linieninfanterieregiment, drei Volkswehrbataillone und die Deutsche Flüchtlingslegion.
Siehe auch: Belagerung der Festung Rastatt

## Truppenbewegungen nach den Gefechten an der Murglinie
Die in den südlichen Landesteil fliehenden Reste der Revolutionstruppen erreichten am 1. Juli Offenburg und setzten in den folgenden Tagen ihren ungeordneten Rückzug entlang des Rheintals fort. Ihnen folgte das in planmäßigen Tagesetappen marschierende 1. preußische Armeekorps, ohne dass es noch einmal zu nennenswerten Kampfhandlungen gekommen wäre. Die Truppen des Neckarkorps drangen über das Murgtal und im badisch-württembergischen Grenzgebiet in südlichere Schwarzwaldregionen vor. Zwischen diesen beiden Zangenspitzen operierten die noch weitgehend intakten Abteilungen von Johann Philipp Becker und das Freikorps von August Willich, um den revolutionären Kampf im Südschwarzwald fortzusetzen.

## Folgen des Zusammenbruchs der Murglinie

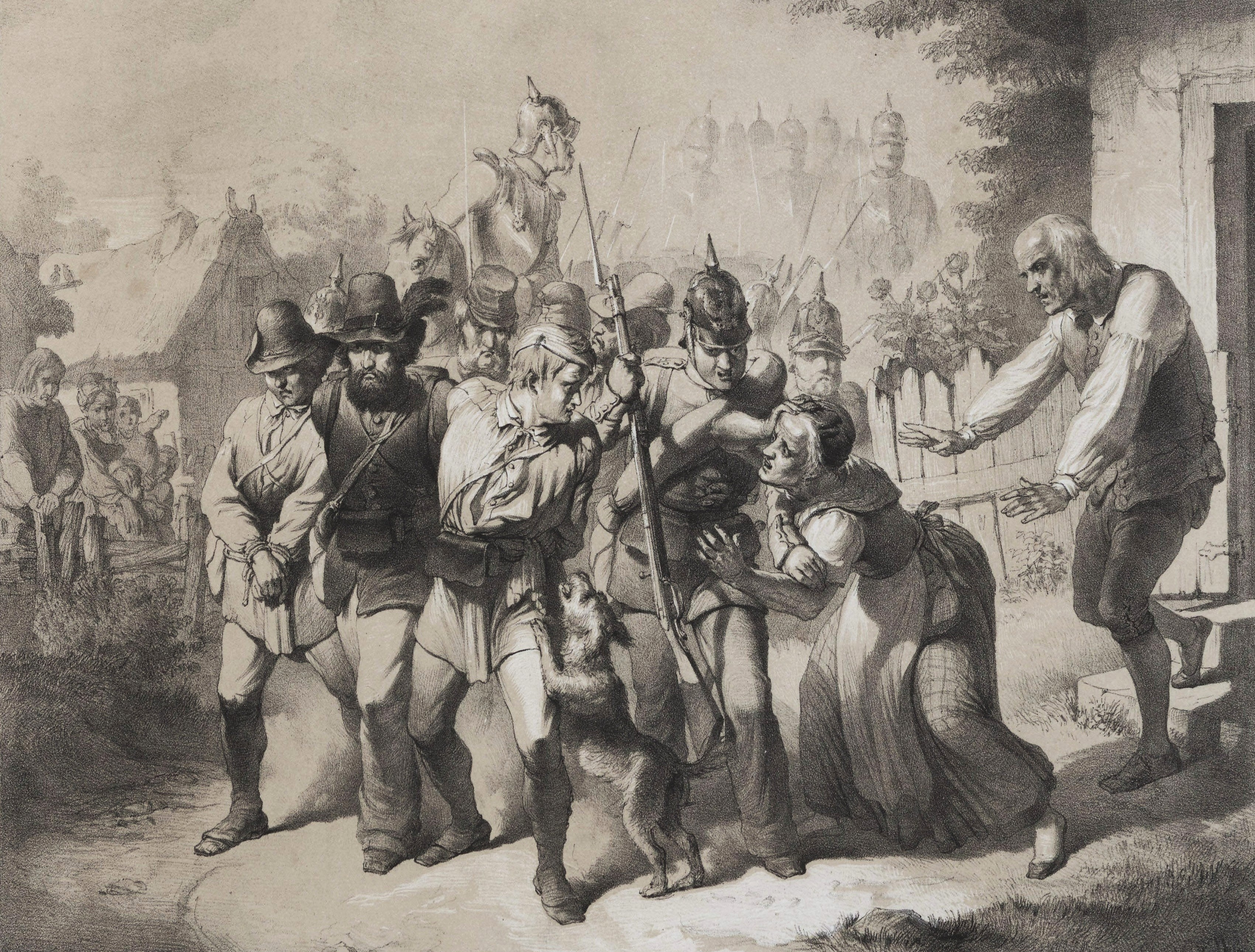
Preußische Soldaten führen nach den Gefechten an der Murglinie gefangene Freischärler und Volkswehrmänner durch eine Ortschaft. An den Seiten betroffene und flehende Menschen.

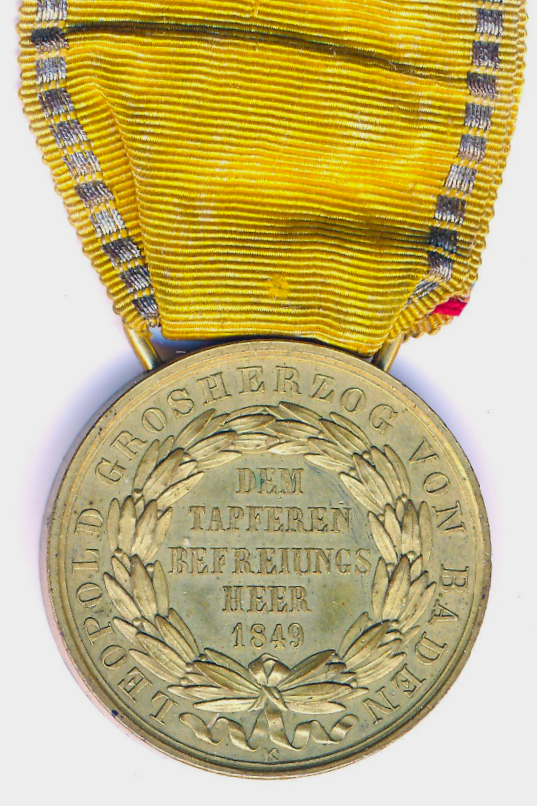
Die an der Niederschlagung des republikanischen Aufstands in Baden beteiligten Angehörigen der Interventionstruppen wurden später mit einer von Großherzog Leopold gestifteten Gedächtnis-Medaille ausgezeichnet. Weil Deutsche auf Deutsche geschossen hatten, wurde die Auszeichnung im Volksmund, nicht ohne Bitterkeit, "Brudermordmedaille" genannt.

Mieroslawski sah mit den sich auflösenden Resten der Revolutionsarmee keine Möglichkeit mehr, den Kampf gegen die Interventionstruppen fortzusetzen und legte am 1. Juli sein Amt als militärischer Oberbefehlshaber nieder. Sein Nachfolger, Franz Sigel, unternahm einen letzten Versuch, eine neue Verteidigungslinie an der Engstelle zwischen Burg Lichteneck und Riegel, wo Kaiserstuhl und Schwarzwald sich auf zwei Kilometer nähern, aufzubauen. Doch es standen Sigel zu diesem Zeitpunkt praktisch keine intakten Truppen im Rheintal mehr zur Verfügung. Dem Freikorps von Willich und den Truppen von Becker, die sich in den ersten Julitagen bei Furtwangen und Triberg einfanden, um an den Schwarzwaldpässen zur Baar einen "revolutionären Volkskrieg aus den Gebirgstälern heraus" zu führen, gelang es angesichts der wider Erwarten ausbleibenden Unterstützung durch die Bevölkerung und der überwältigenden Übermacht ihrer Gegner nicht mehr, geordneten Widerstand zu leisten. Die Interventionstruppen konnten somit weitgehend ungehindert in die südlichen Landesteile vorstoßen und das restliche Gebiet des Großherzogtums kriegsmäßig besetzen. Die Reste des geschlagenen Revolutionsheeres zogen weiter nach Süden, wo sie schließlich um den 11. Juli die Schweizer Grenze überschritten und ihre Waffen ablegten. Auch die Mitglieder der provisorischen badischen Revolutionsregierung emigrierten in die Schweiz.
Die auf die Kämpfe an der Murglinie folgende dreiwöchige Episode der Belagerung von Rastatt und die Übergabe der Festung am 23. Juli "auf Gnade und Ungnade" waren nur noch ein Nachspiel der großen badischen und pfälzischen Volkserhebung des Frühsommers 1849. Die Revolution in Deutschland war besiegt.

## Verluste an der Murglinie

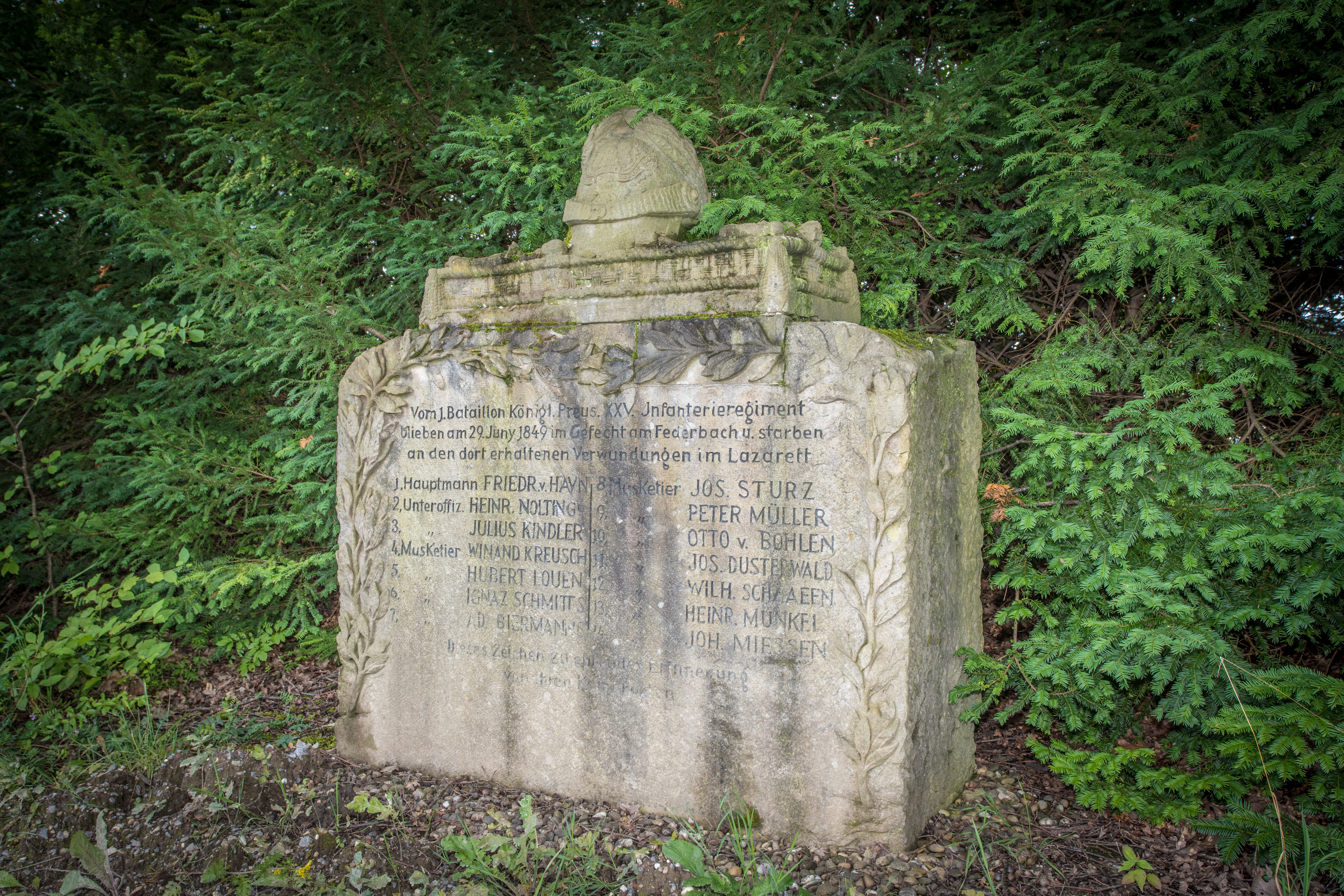
Das vom 1. Bataillon des 25. Königlich-Preußischen Infanterieregiments errichtete Ehrenmal am Federbach vor Rastatt für die dort am 29. Juni 1849 gefallenen Bataillonskameraden.

Die Verlustlisten der beiden preußischen Korps wurden, aufgeschlüsselt nach Gefechtsort und Datum, veröffentlicht. Demnach betrugen die preußischen Gesamtverluste an der Murglinie vom 28. Juni bis einschließlich 1. Juli 1849 insgesamt 295 verwundete oder getötete Offiziere, Unteroffiziere und Mannschaften. Der verlustreichste Tag für die preußischen Verbände war der 29. Juni. Nach dem Gefecht am Federbach wurden dort 63 getötete und verwundete Soldaten gezählt. Für die Kämpfe bei Bischweier und Winkel wurden die Gesamtverluste an diesem Tag mit 46 Mann beziffert.
Nach der Einnahme von Gernsbach zählte das Neckarkorps sechs gefallene Soldaten. 16 Freischärler und sechs Gernsbacher Bürger verloren im Kampf um die Stadt ihr Leben.
Den chaotischen Umständen entsprechend, wurde über die Gesamtzahl der Toten und Verwundeten der Revolutionsarmee keine offizielle Statistik geführt. Vermutlich betrugen sie ein Vielfaches der preußischen Verluste.